# Zauclophora
Zauclophora é um gênero de traça pertencente à família Agonoxenidae.